# زرداختر معمولی
زرداختر معمولی (نام علمی: Hypoxis hirsuta) نام یک گونه از سرده زرداختر است.